# マルク・レヴィ
マルク・レヴィ（Marc Levy、1961年10月16日 - ）は、フランスの小説家。

## 略歴
1961年10月16日にフランスのブローニュ＝ビヤンクールで生まれる。初めて就いた仕事は、18歳のとき、フランスの赤十字社で負傷者を運搬するレスキューだった。23歳のときから6年間は、アメリカ・サンフランシスコで生活する。その後、フランスに帰国し、1991年に友人らと共に建築事務所を設立した。
息子のルイのために書きためていた物語を、姉で脚本家だったロレーヌ・レヴィの勧めで、出版社に送ったことで、作家デビューを果たす。その後、建築事務所を退職し、執筆活動に専念している。
なお、姉のロレーヌ・レヴィは映画監督になり、日本でも劇場公開された監督作『もうひとりの息子』は、第25回東京国際映画祭にて最高賞の東京サクラグランプリを受賞し、最優秀監督賞も受賞した。

## 作品
| 邦題                                 | 原題                                       | 刊行年月   | 刊行年月   | 訳者     | 出版社                            | ISBN                   | 備考                   |
| ------------------------------------ | ------------------------------------------ | ---------- | ---------- | -------- | --------------------------------- | ---------------------- | ---------------------- |
| 夢でなければ                         | Et si c'était vrai...                      | 2000年1月  | 2001年1月  | 藤本優子 | 早川書房 （ハヤカワ・ノヴェルズ） | ISBN 4-15-208327-1     | 映画化                 |
| あなたを探して                       | Où es-tu ?                                 | 2001年11月 | 2008年12月 | 藤本優子 | PHP研究所                         | ISBN 978-4-569-70423-4 | ドラマ化               |
| 永遠の七日間                         | Sept jours pour une éternité...            | 2003年2月  | 2008年11月 | 藤本優子 | PHP研究所                         | ISBN 978-4-569-69922-6 | 漫画化                 |
| 時間（とき）を超えて                 | La Prochaine Fois                          | 2004年3月  | 2009年5月  | 山田浩之 | PHP研究所                         | ISBN 978-4-569-70633-7 |                        |
| N/A                                  | Vous revoir                                | 2005年6月  | N/A        | N/A      | N/A                               | N/A                    | 『夢でなければ』の続編 |
| ぼくの友だち、あるいは、友だちのぼく | Mes amis mes amours                        | 2006年7月  | 2009年3月  | 藤本優子 | PHP研究所                         | ISBN 978-4-569-70564-4 | 映画化                 |
| N/A                                  | Les Enfants de la liberté                  | 2007年5月  | N/A        | N/A      | N/A                               | N/A                    | 漫画化                 |
| N/A                                  | Toutes ces choses qu'on ne s'est pas dites | 2008年5月  | N/A        | N/A      | N/A                               | N/A                    |                        |
| N/A                                  | Le Premier Jour                            | 2009年6月  | N/A        | N/A      | N/A                               | N/A                    |                        |
| N/A                                  | La Première Nuit                           | 2009年12月 | N/A        | N/A      | N/A                               | N/A                    | Le Premier Jour の続編 |
| N/A                                  | Le Voleur d'ombres                         | 2010年6月  | N/A        | N/A      | N/A                               | N/A                    |                        |
| N/A                                  | L'Étrange Voyage de monsieur Daldry        | 2011年4月  | N/A        | N/A      | N/A                               | N/A                    |                        |
| N/A                                  | Si c'était à refaire                       | 2012年3月  | N/A        | N/A      | N/A                               | N/A                    |                        |
| N/A                                  | Un sentiment plus fort que la peur         | 2013年2月  | N/A        | N/A      | N/A                               | N/A                    |                        |
| N/A                                  | Une autre idée du bonheur                  | 2014年4月  | N/A        | N/A      | N/A                               | N/A                    |                        |
| N/A                                  | Elle et Lui                                | 2015年2月  | N/A        | N/A      | N/A                               | N/A                    |                        |

## 受賞
- Prix Goya du premier roman（処女作を対象としたフランス文学の賞。カストルにあるゴヤ美術館にちなんでゴヤ賞の名になっている） - 『夢でなければ』で受賞

## 映像化作品など

### 映画
- 恋人はゴースト Just Like Heaven （2005年/アメリカ）
  - 『夢でなければ』の長編映画化。日本では劇場未公開のままDVD発売。マーク・ウォーターズ監督作品。リース・ウィザースプーン、マーク・ラファロ主演。原作と同じくサンフランシスコを舞台としているが、登場人物の名前は原作とは異なる。アメリカで2005年9月16日に3508館で公開され、全米週末興行収入ランキングで初登場1位となった[5][6]。第8回ティーン・チョイス・アワードにてChoice Movie: Chick Flick賞を受賞。
- Mes amis, mes amours （2008年/フランス）
  - 『ぼくの友だち、あるいは、友だちのぼく』の長編映画化。2015年時点、日本では劇場未公開、未ソフト化。原作者マルク・レヴィの姉ロレーヌ・レヴィ（フランス語版）が監督している。ヴァンサン・ランドン、パスカル・エルベ（フランス語版）主演。

### テレビシリーズ
- Où es-tu? （2007年[7]/フランス）
  - 『あなたを探して』の連続テレビドラマ化。1話52分で、全4話からなるミニシリーズ。2015年時点、日本では未放送、未ソフト化。ミゲル・クルトワ（フランス語版）監督。フィリップ・バス（フランス語版）、エルザ・ランギーニ、クリスチアナ・ヘアリ（フランス語版）主演。

### 漫画
- Sept jours pour une éternité... （2010年）
  - 『永遠の七日間』のバンド・デシネ（漫画）化。EspéとÉric Corbeyranによる。
- Les Enfants de la liberté （2013年）
  - Les Enfants de la liberté のバンド・デシネ（漫画）化。Alain Grand 作画。